# Balanophyllia hadros
Balanophyllia hadros är en korallart som beskrevs av Stephen D. Cairns 1979. Balanophyllia hadros ingår i släktet Balanophyllia och familjen Dendrophylliidae. Inga underarter finns listade i Catalogue of Life.